# HMNB Portsmouth
La His Majesty Naval Base Portsmouth (Base navale di Sua Maestà di Portsmouth), denominata anche HMS Nelson, è una delle tre basi operative della Royal Navy nel Regno Unito, insieme alla HMNB Clyde e alla HMNB Devonport. La base navale si trova all'interno della città di Portsmouth, sulla riva est della omonima baia e a nord del Solent e dell'isola di Wight. Nella base, che accoglie e rifornisce circa i due terzi della flotta di superficie britannica, si trova anche il più antico bacino di carenaggio tuttora esistente. Al suo interno sono presenti numerose attività legate ai cantieri navali, compresa la costruzione e la riparazione di navi, la logistica, gli alloggiamenti e le mense, queste ultime gestite dalla Fleet Support Limited, oltre a tutte le attività di supporto e assistenza al personale.
HMNB Portsmouth è la più antica base navale della Royal Navy ed è stata parte fondamentale della sua storia. Vi si trova anche il Portsmouth Historic Dockyard, dove sono visitabili alcune importanti unità del passato tra cui la Mary Rose, la Victory e la Warrior.
L'attuale comandante della base è il Commodoro Rob Thompson.
La baia è sotto il controllo del King's Harbour Master (Regio Comandante della Baia), attualmente il Comandante Steve Hopper, che è l'autorità che gestisce un'area di circa 130 km quadrati che comprende la baia e il Solent orientale. I movimenti delle navi nella zona sono gestiti da una squadra di piloti al comando del Capo Pilota dell'Ammiragliato, Anthony Bannister.
La base navale di Portsmouth è sede di circa i due terzi delle forze di superficie della Flotta, incluse le due portaerei Illustrious e Ark Royal. Lavorano nella base circa 17.200 persone. In futuro Portsmouth parteciperà alla costruzione delle due nuove portaerei britanniche ordinate nel 2008, la Queen Elizabeth e la Prince of Wales, che una volta in servizio avranno sede nella base.